# Minamino Takumi
Minamino Takumi (Nhật: 南野 拓実 (Nam-Dã Thác-Thực) sinh ngày 16 tháng 1 năm 1995) là một cầu thủ bóng đá chuyên nghiệp người Nhật Bản hiện đang thi đấu ở vị trí tiền vệ tấn công hoặc tiền vệ cánh cho câu lạc bộ Ligue 1 Monaco và đội tuyển bóng đá quốc gia Nhật Bản.

## Sự nghiệp câu lạc bộ

### Trước khi trở thành cầu thủ chuyên nghiệp
Khi còn học tiểu học, anh là một thành viên của đội bóng Sessel Kumatori FC. Đồng đội khi ấy của anh là Muroya Sei. Năm 2007, sau rất nhiều lời đề nghị từ các học viện đào tạo bóng đá, khi lên cấp 2, anh đã gia nhập đội U-15 Cerezo Osaka.
Năm 2009, đội của anh đã giành được vị trí thứ 8 tại Giải bóng đá thiếu niên Nhật Bản (U-15) lần thứ 24, tại đây anh cũng ghi được danh hiệu vua phá lưới với 8 bàn thắng.
Năm 2010, anh được lên đội U-18 Cerezo Osaka. Tại giải đấu Takamado Cup U-18 năm 2010: Prince League (khu vực Kansai), trong trận đấu đầu tiên anh đã đóng góp cú hat-trick vào chiến thắng của đội trước đội bóng trường Trung học Khoa học và Công nghệ thành phố Kobe, sau đó đội của anh đã giành được vị trí đầu tiên mà không thua một trận nào.
Năm 2011, tại giải đấu Takamado Cup U-18 2011: Premier League, anh xếp vị trí thứ 4 trong bảng xếp hạng vua phá lưới (khu vực phía Tây) với 9 bàn thắng. Ngoài ra, tại Giải vô địch bóng đá trẻ J-League (J Youth Cup) lần thứ 19, anh đã ghi được 13 bàn thắng sau 8 trận đấu và trở thành vua phá lưới.
Tháng 8 năm 2012, anh cùng với Akiyama Daichi có suất trong đội 1 khi đang còn được đăng kí chơi trong đội loại 2 (Nhật Bản có 6 loại đội bóng. Đội loại 2 để chỉ đội U-18 hoặc đội bóng trường THPT). Trận đấu chính thức đầu tiên của anh gặp đội Omiya Ardija tại vòng 32 J1 League. Trong trận cuối cùng tại J1 League gặp Kashikawa Frontale, anh lần đầu tiên được ra sân chính thức từ đầu và chơi suốt 90 phút. Bàn thắng chính thức đầu tiên của anh được ghi trong trận gặp Shimizu S-Pulse tại vòng 4 Cúp Hoàng đế 2012. Cùng năm, tại giải đấu Takamado Cup U-18 2012: Premier League, anh ghi được 16 bàn thắng và xếp thứ 2 trong BXH vua phá lưới.

### Cerezo Osaka
Minamino đã có 62 lần ra sân ở J1 League cho Cerezo Osaka, thi đấu cùng Diego Forlán, nhưng đội đã xuống hạng trong mùa giải cuối cùng của anh.
Năm 2013, anh được thăng hạng lên đội 1 cùng với các cầu thủ Akiyama Daichi, Okada Takeru và Kogure Daiki. Anh đã nhận số áo 13 từ cầu thủ Kakitani Yoichiro. Anh được lựa chọn trong đội hình xuất phát ngay từ trận khai mạc gặp Albirex Niigata, lần đầu tiên trong lịch sử CLB Cerezo Osaka, có một tân binh mới tốt nghiệp trung học được chọn là cầu thủ trong đội hình xuất phát trong trận khai mạc. Anh đã ghi được bàn thắng đầu tiên tại J1 League trong trận gặp Júbilo Iwata ở vòng 14 và đã phá kỉ lục cầu thủ trẻ tuổi nhất ghi bàn tại J1 League của Cerezo Osaka (18 tuổi 5 tháng 20 ngày) do cầu thủ Okubo Yoshito nắm giữ trước đây.. Ngày 26/7 cùng năm, trong trận đấu giao hữu quốc tế với Manchester United, anh đã cho thấy nỗ lực đáng kể khi đóng góp trực tiếp vào số bàn thắng và cũng đã nhận được sự đánh giá cao từ các cầu thủ và HLV của Manchester United. Dù là tân binh nhưng với tư cách là chủ lực của CLB, anh đã nhận được giải "Tân binh xuất sắc nhất J-League", khi để lại kết quả ghi được 5 bàn thắng sau 29 trận (nếu tính cả các giải đấu tranh cup, thì tổng cộng là 8 bàn/38 trận).
Năm 2014, chính vì những đột phá của năm trước, đây là mùa giải anh và CLB đã nhận được những sự kì vọng lớn, tuy nhiên họ đã không thể cải thiện điểm số ngay từ lúc bắt đầu. Trải qua nhiều lần thay đổi HLV, cuối mùa giải họ chỉ xếp ở vị trí 17/20 và phải xuống chơi ở J2 League. Anh đã kết thúc với một kết quả không mong muốn, khi chỉ ghi được 2 bàn thắng và còn phải nhận 2 thẻ đỏ (1 trong trận gặp Pohang Steelers tại AFC Champions League, 1 trong trận gặp Kawasaki Frontale tại |J1 League.).

### Red Bull Salzburg
Câu lạc bộ Red Bull Salzburg đã theo dõi Minamino trong một năm rưỡi trước khi ký hợp đồng với anh vào ngày 7 tháng 1 năm 2015, bản hợp đồng kéo dài đến năm 2018 với tùy chọn kéo dài thêm một năm nữa. Ngày 6 tháng 1 năm 2015, Osaka xác nhận thông tin vụ chuyển nhượng Minamino đến Red Bull Salzburg tại Bundesliga Áo đã được hoàn tất.
Tại Red Bull Salzburg, Minamino được trao số áo 18. Ngày 13 tháng 2 năm 2015, anh có màn ra mắt trong trận đấu gặp SC Wiener Neustadt tại vòng 20, với vai trò tiền vệ cánh phải. Anh có trận đấu đầu tiên tại đấu trường châu Âu vào ngày 26 tháng 2, đối đầu với Villarreal trong khuôn khổ lượt về vòng 32 đội UEFA Europa League, Salzburg đã có trận thua 1–3 trên sân nhà (tổng cộng 2-5 sau hai lượt) và Minamino cũng chỉ chơi hiệp đầu tiên trước khi được thay bởi Felipe Pires. Ngày 4 tháng 3 năm 2015, anh đã ghi được 2 bàn vào lưới FC Admira Wacker Mödling tại vòng 23, đây là những bàn thắng đầu tiên của anh sau khi chuyển đến Áo.
Mùa giải 2015-2016, anh đã ghi được bàn thắng đầu tiên trong trận đấu đầu tiên của anh tại Cúp bóng đá Áo vào ngày 18/7 trước đội Deutschlandsberger SC ở vòng 1. Ngày 27/8, anh góp mặt trong trận gặp FC Dinamo Minsk tại UEFA Europa League, anh ghi được 1 bàn thắng nhưng Red Bull Salzburg đã bị loại ở vòng play-off. Trong mùa giải, với tư cách là cầu thủ chủ lực, anh đã đóng góp 10 bàn thắng vào chiến thắng của đội.
Mùa giải 2016-2017, trong trận gặp SV Ried tại vòng 22 diễn ra vào ngày 19/2/2017, anh đã ghi được 3 bàn thắng và 1 pha kiến tạo, đó là cú hat-trick đầu tiên kể từ khi anh thi đấu chuyên nghiệp. Và trong 2 mùa giải liền, anh đã ghi được số bàn thắng có 2 chữ số.
Mùa giải 2017-2018, anh ghi bàn thắng đầu tiên ở trận gặp Hibernians FC trong khuôn khổ vòng loại thứ 2 UEFA Champions League. Ngày 22/7, anh có bàn thắng trong trận mở màn tại Bundesliga Áo gặp đội Wolfsberger AC. Ngày 5/11, trong trận gặp SKN St. Pölten tại vòng 14, anh phải rời sân vì chấn thương nhưng đã ghi được 2 bàn. Vào ngày 14/2/2018, anh đã ghi 1 bàn thắng khi đối đầu với Real Sociedad ở trận lượt đi vòng 32 đội UEFA Europa League.
Mùa giải 2018-2019, anh ghi bàn thắng đầu tiên trong trận gặp FC Admira Wacker Mödling tại vòng 6 diễn ra vào ngày 2/9/2018. Vào ngày 8/11, anh đã thi đấu thành công khi lập được cú hat-trick chỉ trong hiệp 1 khi đối đầu với Rosenborg BK ở khuôn khổ lượt trận thứ 4 vòng bảng UEFA Europa League.

### Liverpool
Vào tháng 12 năm 2019, Liverpool đã đồng ý một thỏa thuận ký hợp đồng với Minamino từ Salzburg vào tháng 1 năm 2020 sau khi kích hoạt điều khoản giải phóng hợp đồng 7,25 triệu £ của anh. Christoph Freund, giám đốc thể thao của Salzburg nhận xét rằng "Các câu lạc bộ lớn đã theo dõi anh ấy và nếu tôi là họ, tôi sẽ không ngần ngại ký hợp đồng với anh ấy. Takumi đã sẵn sàng cho một hành trình tiếp theo vào tháng 1." Ngày 18 tháng 12 năm 2019, anh đã hoàn tất buổi kiểm tra y tế tại Liverpool để chuẩn bị cho việc chuyển thức chuyển đến đội bóng này vào ngày 1 tháng 1 năm 2020. Minamino khoác áo số 18 tại Liverpool, số áo chưa có ai mặc kể từ khi Alberto Moreno chuyển đi vào mùa hè năm 2019 và đây là số áo đã từng được mặc bởi Dirk Kuijt, John Arne Riise và Michael Owen.

### Southampton (mượn)
Ngày 1 tháng 2 năm 2021, Minamino chuyển đến Southampton theo hợp đồng cho mượn có thời hạn đến cuối mùa bóng 2020–21. Anh là cầu thủ Nhật Bản thứ hai thi đấu cho Southampton, sau Yoshida Maya.

## Sự nghiệp đội tuyển quốc gia
Năm 2009, anh được chọn vào Đội tuyển U-15 quốc gia Nhật Bản và tham dự vòng loại AFC U-16 Championship 2010. Anh đã có cú hat-trick trong trận đấu với Philippines. Tại vòng chung kết, U-15 Nhật Bản lọt đến top 4, còn Minamino đã ghi 5 bàn và trở thành vua phá lưới của giải đấu.
Năm 2011, trước thềm Giải vô địch bóng đá U-17 thế giới 2011, một bài báo có nhan đề "Takumi Minamino, Japan's lethal weapon (Minamino Takumi, vũ khí tối thượng của Nhật Bản)" được đăng lên trang chủ chính thức của FIFA, anh được kì vọng là con át chủ bài của U-17 Nhật Bản. Tuy nhiên, trước giải đấu anh ấy đã không có trạng thái tốt nhất và chỉ ghi được 1 bàn thắng, nhưng U-17 Nhật Bản đã lọt vào top 8 đội mạnh nhất sau 18 năm kể từ giải đấu họ làm đội chủ nhà vào năm 1993.
Năm 2014, tại giải U19 Quốc tế 2014 – Nutifood Cup được tổ chức tại Việt Nam vào tháng 1, anh đã nhận được danh hiệu MVP – cầu thủ xuất sắc nhất giải đấu. Tháng 4, anh tham gia trại huấn luyện cho ứng cử viên đội tuyển Nhật Bản. Anh đã không được chọn làm thành viên của đội tuyển quốc gia Nhật Bản tham dự FIFA World Cup 2014, không có cầu thủ nào của đội tuyển Nhật Bản dự World Cup ở độ tuổi thanh thiếu niên kể từ sau cầu thủ Ono Shinji, tuy nhiên anh cũng đã được điền tên trong danh sách đăng kí sơ bộ. Tại giải AFC U-19 Championship 2014 được tổ chức tại Myanmar, anh đã có màn thể hiện xuất sắc khi ghi được 4 bàn sau 4 trận, tuy nhiên cuối cùng U-19 Nhật Bản đã phải dừng lại ở vòng tứ kết chỉ vì quả penalty hỏng của chính anh.
Năm 2015, anh được chọn trong trận gặp đội tuyển quốc gia Syria tại vòng loại FIFA World Cup 2018 khu vực châu Á (Vòng 2) diễn ra vào tháng 10, đây là lần đầu tiên anh được chọn vào đội tuyển quốc gia. Ngày 13/10, anh đã chơi trận đầu tiên trong màu áo đội tuyển quốc gia trong trận giao hữu quốc tế gặp đội tuyển Iran.
Năm 2016, anh được gọi tham dự giải đấu AFC U-23 Championship 2016, đây cũng là vòng loại cho giải bóng đá nam tại Thế vận hội Mùa hè 2016. Trong lượt trận thứ 3 vòng bảng gặp U-23 Ả Rập Xê Út, từ phía cánh phải, anh đã rê bóng thành công và kiến tạo Ideguchi Yosuke ghi bàn. Tại Thế Vận hội Mùa hè 2016, trong trận đầu tiên gặp đội tuyển U-23 Nigeria vào ngày 4/8, anh đã ghi bàn gỡ hòa, nhưng U-23 Nhật Bản đã thua với tỉ số 4 – 5. Anh đã chơi cả 3 trận đấu vòng bảng, tuy nhiên U-23 Nhật Bản đã bị loại tại đây.
Ngày 11 tháng 9 năm 2018, anh đã ghi bàn thắng đầu tiên cho đội tuyển Nhật Bản tại Kirin Challenge Cup trước đội tuyển Costa Rica. Ngày 12/10, trong trận gặp đội tuyển Panama, anh đã ghi bàn thắng dẫn trước ở phút 42. Ngày 16/10, với việc ghi bàn dẫn trước đội tuyển Uruguay, và sau đó ghi thêm bàn thắng thứ 4 vào phút 66, anh đã ghi bàn trong 3 trận liên tiếp. Việc ghi bàn trong 3 trận liên tiếp kể từ trận đấu đầu tiên sau khi thay đổi HLV đội tuyển quốc gia, nếu trong phạm vi sau khi thành lập J-League, thì trong lịch sử chỉ mới có 3 người làm được, đó là Lopes Wagner vào năm 1997, Okazaki Shinji vào năm 2015 và tiếp theo là anh.
Tháng 1 năm 2019, anh tham dự Cúp bóng đá châu Á 2019. Trong trận bán kết với Iran, vào phút 56, khi Minamino đón đường chọc khe của đồng đội, anh đã bị ngã sau pha va chạm với hậu vệ đối phương. Các cầu thủ Iran ngay lập tức đứng lại và chạy đến phân bua với trọng tài rằng đã không có lỗi xảy ra và Minamino chỉ giả vờ ngã. Tuy nhiên, vốn dĩ trọng tài đã không thổi phạt, trận đấu vẫn tiếp tục diễn ra, Minamino nhanh chóng đứng dậy đuổi theo bóng trước khi có đường chuyền chính xác để Osako Yuya mở tỷ số. Ngoài pha kiến tạo nói trên, anh còn kiếm thêm một quả penalty và kiến tạo một bàn nữa, anh đã góp công vào tất cả các bàn thắng của trận đấu. Trong trận chung kết đối đầu với đội tuyển Qatar, anh đã ghi bàn thắng đầu tiên của mình tại giải đấu, dẫu vậy đội tuyển Nhật Bản đã bị đánh bại với tỉ số 1–3.

## Chuyện ngoài lề
Vào ngày 13 tháng 1 năm 2014, Minamino Takumi đã tham dự "Lễ Thành Nhân của quận Higashisumiyoshi" được tổ chức tại phố mua sắm Komagawa thuộc quận Higashisumiyoshi, Osaka, và đã thử thách kỉ lục Guinness "1 phút high-five (đập tay) liên tục". Anh đã thực hiện high-five với 182 người, vượt qua kỉ lục thế giới 171 người do Danchou Yasuda – thành viên của bộ ba diễn viên hài "Yasuda Dai Circus" – đang nắm giữ, và đã được chứng nhận là kỉ lục thế giới. Tuy nhiên, sau đó ít lâu kỉ lục của Minamino đã bị phá vỡ.

## Thống kê câu lạc bộ

### CLB Trẻ
- 2004 - 2007 Sessel Kumatori FC
- 2007 - 2009 Cerezo Osaka U-15 (泉佐野市立第三中学校 - Trường THCS Izumisano số 3)
- 2010 - 2012 Cerezo Osaka U-18 (興國高等学校 - Trường THPT Kokoku)
  - 2012 Cerezo Osaka (Cầu thủ đăng kí trong đội loại 2)

### CLB Chuyên nghiệp
- 2013 - 2014 Cerezo Osaka
- 1/2015 - 2019 FC Red Bull Salzburg
- 1/2020 - Liverpool F.C.
  - 2021 - Southampton F.C. (mượn)

Cập nhật lần cuối: 6 tháng 4 năm 2021
| Thành tích câu lạc bộ   | Thành tích câu lạc bộ | Thành tích câu lạc bộ | Giải vô địch        | Giải vô địch        | Cúp quốc gia    | Cúp quốc gia    | Cúp Liên đoàn     | Cúp Liên đoàn     | Giải đấu quốc tế                         | Giải đấu quốc tế                         | Giải đấu quốc tế                         | Khác         | Khác         | Tổng cộng | Tổng cộng |
| Câu lạc bộ              | Mùa giải              | Số áo                 | Số trận             | Bàn thắng           | Số trận         | Bàn thắng       | Số trận           | Bàn thắng         | Số trận                                  | Bàn thắng                                | Note                                     | Số trận      | Bàn thắng    | Số trận   | Bàn thắng |
| Nhật Bản                | Nhật Bản              | Nhật Bản              | J1 League           | J1 League           | Cúp Thiên Hoàng | Cúp Thiên Hoàng | Cúp Liên đoàn     | Cúp Liên đoàn     | ACL                                      | ACL                                      | ACL                                      | —            | —            | Tổng cộng | Tổng cộng |
| ----------------------- | --------------------- | --------------------- | ------------------- | ------------------- | --------------- | --------------- | ----------------- | ----------------- | ---------------------------------------- | ---------------------------------------- | ---------------------------------------- | ------------ | ------------ | --------- | --------- |
| Cerezo Osaka            | 2012                  | 34                    | 3                   | 0                   | 2               | 1               | —                 | —                 | —                                        | —                                        | —                                        | —            | —            | 5         | 1         |
| Cerezo Osaka            | 2013                  | 13                    | 29                  | 5                   | 1               | 0               | 8                 | 3                 | —                                        | —                                        | —                                        | —            | —            | 38        | 8         |
| Cerezo Osaka            | 2014                  | 13                    | 30                  | 2                   | 3               | 2               | 2                 | 2                 | 7                                        | 2                                        | —                                        | —            | —            | 42        | 8         |
| Cerezo Osaka            | Tổng cộng             | Tổng cộng             | 62                  | 7                   | 6               | 3               | 10                | 5                 | 7                                        | 2                                        |                                          | —            | —            | 85        | 17        |
| Áo                      | Áo                    | Áo                    | Austrian Bundesliga | Austrian Bundesliga | Cúp Bóng đá Áo  | Cúp Bóng đá Áo  | Cúp Liên đoàn     | Cúp Liên đoàn     | UEFA Europa League UEFA Champions League | UEFA Europa League UEFA Champions League | UEFA Europa League UEFA Champions League | —            | —            | Tổng cộng | Tổng cộng |
| FC Red Bull Salzburg    | 2014-15               | 18                    | 14                  | 3                   | 2               | 0               | —                 | —                 | 1                                        | 0                                        | EL                                       | —            | —            | 17        | 3         |
| FC Red Bull Salzburg    | 2015-16               | 18                    | 32                  | 10                  | 6               | 2               | —                 | —                 | 2                                        | 1                                        | EL Play-off                              | —            | —            | 40        | 13        |
| FC Red Bull Salzburg    | 2015-16               | 18                    | 32                  | 10                  | 6               | 2               | —                 | —                 | 0                                        | 0                                        | CL Play-off                              | —            | —            | 40        | 13        |
| FC Red Bull Salzburg    | 2016-17               | 18                    | 21                  | 11                  | 5               | 3               | —                 | —                 | 4                                        | 0                                        | EL                                       | —            | —            | 31        | 14        |
| FC Red Bull Salzburg    | 2016-17               | 18                    | 21                  | 11                  | 5               | 3               | —                 | —                 | 1                                        | 0                                        | CL Play-off                              | —            | —            | 31        | 14        |
| FC Red Bull Salzburg    | 2017-18               | 18                    | 28                  | 7                   | 4               | 1               | —                 | —                 | 1                                        | 0                                        | EL Play-off                              | —            | —            | 44        | 11        |
| FC Red Bull Salzburg    | 2017-18               | 18                    | 28                  | 7                   | 4               | 1               | —                 | —                 | 8                                        | 2                                        | EL                                       | —            | —            | 44        | 11        |
| FC Red Bull Salzburg    | 2017-18               | 18                    | 28                  | 7                   | 4               | 1               | —                 | —                 | 3                                        | 1                                        | CL Play-off                              | —            | —            | 44        | 11        |
| FC Red Bull Salzburg    | 2018-19               | 18                    | 27                  | 6                   | 5               | 3               | —                 | —                 | 10                                       | 4                                        | EL                                       | —            | —            | 45        | 14        |
| FC Red Bull Salzburg    | 2018-19               | 18                    | 27                  | 6                   | 5               | 3               | —                 | —                 | 3                                        | 1                                        | CL Play-off                              | —            | —            | 45        | 14        |
| FC Red Bull Salzburg    | 2019–20               | 18                    | 14                  | 5                   | 2               | 2               | —                 | —                 | 6                                        | 2                                        | CL                                       | —            | —            | 22        | 9         |
| FC Red Bull Salzburg    | Tổng cộng             | Tổng cộng             | 136                 | 42                  | 24              | 11              |                   |                   | 39                                       | 11                                       |                                          | —            | —            | 199       | 64        |
| Anh                     | Anh                   | Anh                   | Ngoại hạng Anh      | Ngoại hạng Anh      | Cúp FA          | Cúp FA          | Cúp Liên đoàn Anh | Cúp Liên đoàn Anh | UEFA Champions League                    | UEFA Champions League                    | UEFA Champions League                    | Siêu cúp Anh | Siêu cúp Anh | Tổng cộng | Tổng cộng |
| Liverpool F.C.          | 2019–20               | 18                    | 10                  | 0                   | 3               | 0               | —                 | —                 | 1                                        | 0                                        | —                                        | —            | —            | 14        | 0         |
| Liverpool F.C.          | 2020–21               | 18                    | 9                   | 1                   | 1               | 0               | 2                 | 2                 | 4                                        | 0                                        |                                          | 1            | 1            | 17        | 4         |
| Liverpool F.C.          | 2021–22               | 18                    | 10                  | 2                   | 3               | 3               | 5                 | 4                 | 4                                        | 0                                        |                                          | 0            | 0            | 22        | 9         |
| Liverpool F.C.          | Tổng cộng             | Tổng cộng             | 29                  | 3                   | 7               | 3               | 7                 | 6                 | 9                                        | 0                                        |                                          | 1            | 1            | 53        | 13        |
| Southampton F.C. (mượn) | 2020–21               | 19                    | 10                  | 2                   | 0               | 0               | 0                 | 0                 | —                                        | —                                        |                                          | —            | —            | 10        | 2         |
| Tổng cộng sự nghiệp     | Tổng cộng sự nghiệp   | Tổng cộng sự nghiệp   | 237                 | 54                  | 37              | 17              | 17                | 11                | 55                                       | 13                                       |                                          | 1            | 1            | 347       | 96        |

## Thống kê đội tuyển quốc gia

### Các giải đấu đã tham dự:
- Đội tuyển U-15 quốc gia
  - 2009 - Vòng loại AFC U-16 Championship 2010
- Đội tuyển U-16 quốc gia
  - 2010 - Giải bóng đá quốc tế Montaigu lần thứ 38
  - 2010 - AFC U-16 Championship 2010
- Đội tuyển U-17 quốc gia
  - 2011 - FIFA U-17 World Cup 2011
  - 2012 - Giải bóng đá trẻ quốc tế tại Niigata lần thứ 16
- Đội tuyển U-18 quốc gia
  - 2011 - Traditional Winter Tournament Israel 2011
  - 2013 - Vòng loại AFC U-19 Championship 2014
- Đội tuyển U-19 quốc gia
  - 2014 - U-19 Quốc tế - Nutifood Cup 2014
  - 2014 - AFC U-19 Championship 2014
- Đội tuyển U-21 quốc gia
- Đội tuyển U-22 quốc gia
  - 2015 - Vòng loại AFC U-23 Championship 2016
- Đội tuyển U-23 quốc gia
  - 2016 - AFC U-23 Championship 2016
  - 2016 - Giải bóng đá quốc tế Toulon 2016
  - 2016 - Bóng đá nam - Thế vận hội mùa hè 2016
- Đội tuyển quốc gia
  - 2014 - FIFA World Cup 2014 (chỉ có trong danh sách đăng kí sơ bộ)
  - 2015 - Vòng loại FIFA World Cup 2018 khu vực châu Á (Vòng 2)
  - 2018 - Kirin Challenge Cup 2018
  - 2019 - AFC Asian Cup 2019
  - 2019 - Vòng loại FIFA World Cup 2022 khu vực châu Á (Vòng 2)

### Số trận ra sân cho đội tuyển quốc gia
Cập nhật lần cuối: 29 tháng 3 năm 2022 
| Đội tuyển quốc gia Nhật Bản | Đội tuyển quốc gia Nhật Bản | Đội tuyển quốc gia Nhật Bản |
| Năm                         | Số trận                     | Bàn thắng                   |
| --------------------------- | --------------------------- | --------------------------- |
| 2015                        | 2                           | 0                           |
| 2016                        | 0                           | 0                           |
| 2017                        | 0                           | 0                           |
| 2018                        | 5                           | 4                           |
| 2019                        | 15                          | 7                           |
| 2020                        | 4                           | 1                           |
| 2021                        | 9                           | 4                           |
| 2022                        | 4                           | 1                           |
| Tổng cộng                   | 39                          | 17                          |

### Bàn thắng quốc tế cho đội tuyển quốc gia
Danh sách bàn thắng và kết quả của Nhật Bản xếp trước.
| #   | Ngày                 | Địa điểm                                              | Đối thủ     | Tỉ số | Kết quả | Giải đấu                 |
| --- | -------------------- | ----------------------------------------------------- | ----------- | ----- | ------- | ------------------------ |
| 1.  | 11 tháng 9 năm 2018  | Sân vận động Panasonic Suita, Suita, Nhật Bản         | Costa Rica  | 2–0   | 3–0     | Cúp Kirin 2018           |
| 2.  | 12 tháng 10 năm 2018 | Sân vận động Denka Big Swan, Niigata, Nhật Bản        | Panama      | 1–0   | 3–0     | Cúp Kirin 2018           |
| 3.  | 16 tháng 10 năm 2018 | Sân vận động Saitama 2002, Saitama, Nhật Bản          | Uruguay     | 1–0   | 4–3     | Cúp Kirin 2018           |
| 4.  | 16 tháng 10 năm 2018 | Sân vận động Saitama 2002, Saitama, Nhật Bản          | Uruguay     | 4–2   | 4–3     | Cúp Kirin 2018           |
| 5.  | 1 tháng 2 năm 2019   | Sân vận động Thành phố Thể thao Zayed, Abu Dhabi, UAE | Qatar       | 1–2   | 1–3     | AFC Asian Cup 2019       |
| 6.  | 5 tháng 9 năm 2019   | Sân vận động bóng đá Kashima, Kashima, Nhật Bản       | Paraguay    | 2–0   | 2–0     | Cúp Kirin 2019           |
| 7.  | 10 tháng 9 năm 2019  | Sân vận động Thuwunna, Yangon, Myanmar                | Myanmar     | 2–0   | 2–0     | Vòng loại World Cup 2022 |
| 8.  | 10 tháng 10 năm 2019 | Sân vận động Saitama, Saitama, Nhật Bản               | Mông Cổ     | 1–0   | 6–0     | Vòng loại World Cup 2022 |
| 9.  | 15 tháng 10 năm 2019 | Sân vận động Pamir, Dushanbe, Tajikistan              | Tajikistan  | 1–0   | 3–0     | Vòng loại World Cup 2022 |
| 10. | 15 tháng 10 năm 2019 | Sân vận động Pamir, Dushanbe, Tajikistan              | Tajikistan  | 2–0   | 3–0     | Vòng loại World Cup 2022 |
| 11. | 14 tháng 11 năm 2019 | Sân vận động Dolen Omurzakov, Bishkek, Kyrgyzstan     | Kyrgyzstan  | 1–0   | 2–0     | Vòng loại World Cup 2022 |
| 12. | 13 tháng 11 năm 2020 | Sân vận động Liebenauer, Graz, Áo                     | Panama      | 1–0   | 1–0     | Giao hữu                 |
| 13. | 30 tháng 3 năm 2021  | Fukuda Denshi Arena, Chiba, Nhật Bản                  | Mông Cổ     | 1–0   | 14–0    | Vòng loại World Cup 2022 |
| 14. | 28 tháng 5 năm 2021  | Fukuda Denshi Arena, Chiba, Nhật Bản                  | Myanmar     | 1–0   | 10–0    | Vòng loại World Cup 2022 |
| 15. | 28 tháng 5 năm 2021  | Fukuda Denshi Arena, Chiba, Nhật Bản                  | Myanmar     | 7–0   | 10–0    | Vòng loại World Cup 2022 |
| 16. | 7 tháng 6 năm 2021   | Sân vận động Panasonic Suita, Suita, Nhật Bản         | Tajikistan  | 2–1   | 4–1     | Vòng loại World Cup 2022 |
| 17. | 1 tháng 2 năm 2022   | Sân vận động Saitama, Saitama, Nhật Bản               | Ả Rập Xê Út | 1–0   | 2–0     | Vòng loại World Cup 2022 |

## Danh hiệu

### Câu lạc bộ

#### Cerezo Osaka U-18
- Hạng 1 Takamado Cup U-18: Prince League (khu vực Kansai): 2010

#### Red Bull Salzburg
- Giải bóng đá vô địch quốc gia Áo: 2014–15, 2015–16, 2016–17, 2017–18
- Cúp bóng đá Áo: 2014–15, 2015–16, 2016–17

#### Liverpool
- Premier League: 2019–20
- FA Cup: 2021–22
- EFL Cup: 2021-22
- Á quân Champions league: 2021-22

### Quốc tế

#### U-23 Nhật Bản
- Giải vô địch bóng đá U-23 châu Á: 2016

#### Nhật Bản
- Á quân AFC Asian Cup: 2019

### Cá nhân
- Vua phá lưới Giải bóng đá thiếu niên Nhật Bản (U-15) lần thứ 24 (2009)
- Vua phá lưới Giải vô địch bóng đá U-16 châu Á: 2010
- Vua phá lưới AFC U-16 Championship: 2010
- Vua phá lưới Giải vô địch bóng đá trẻ J-League (J Youth Cup) lần thứ 19 (2011)
- Tân binh xuất sắc nhất J.League: 2013
- Cầu thủ xuất sắc nhất Giải U-19 Quốc Tế - Nutifood Cup: 2014

### Khác
- Giải thưởng Thể thao chuyên nghiệp Nhật Bản - hạng mục Gương mặt mới: 2013